# Bindentaucher

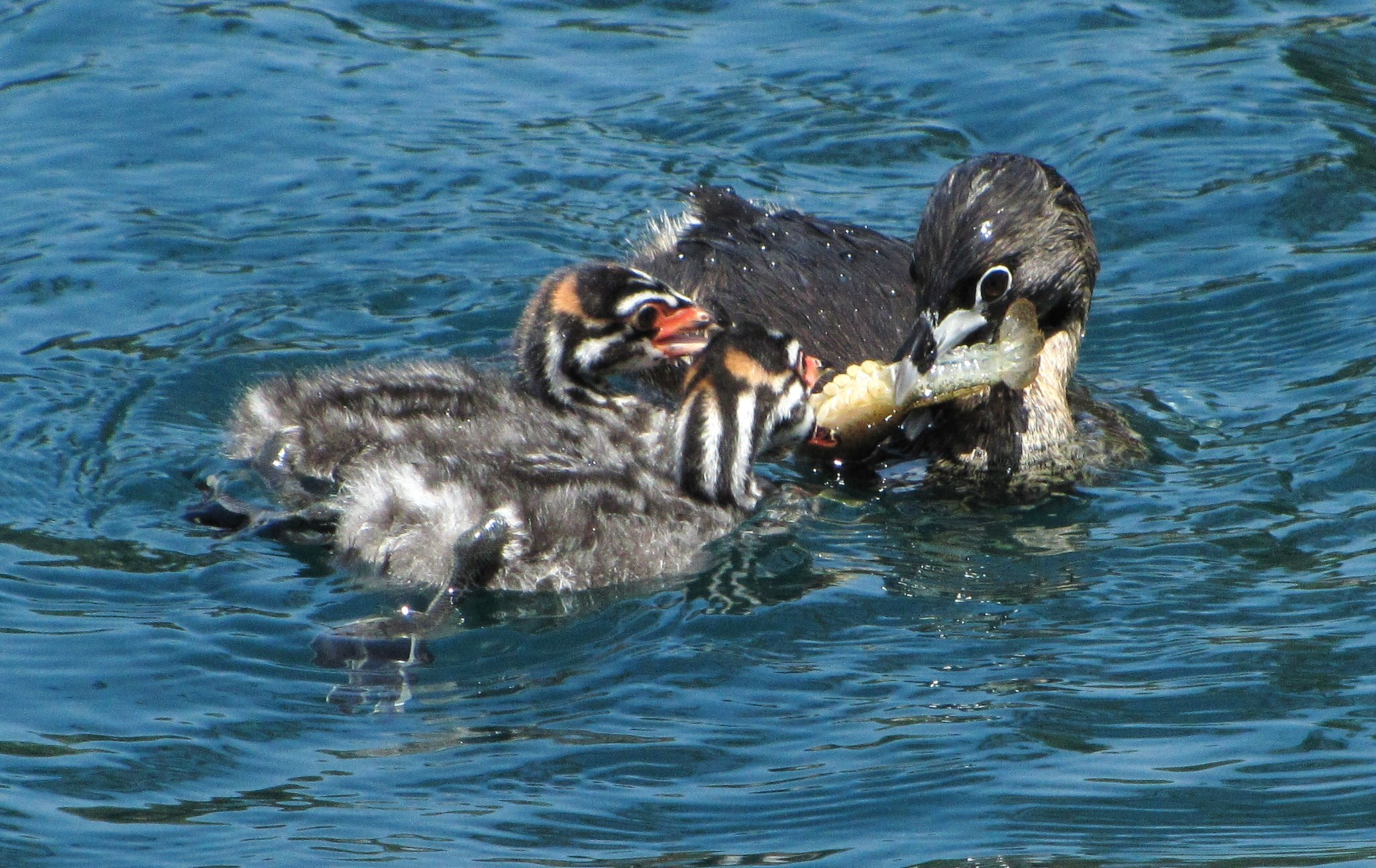
Ein Alttier füttert seine Küken mit einem Roten Amerikanischen Sumpfkrebs (Procambarus clarkii)

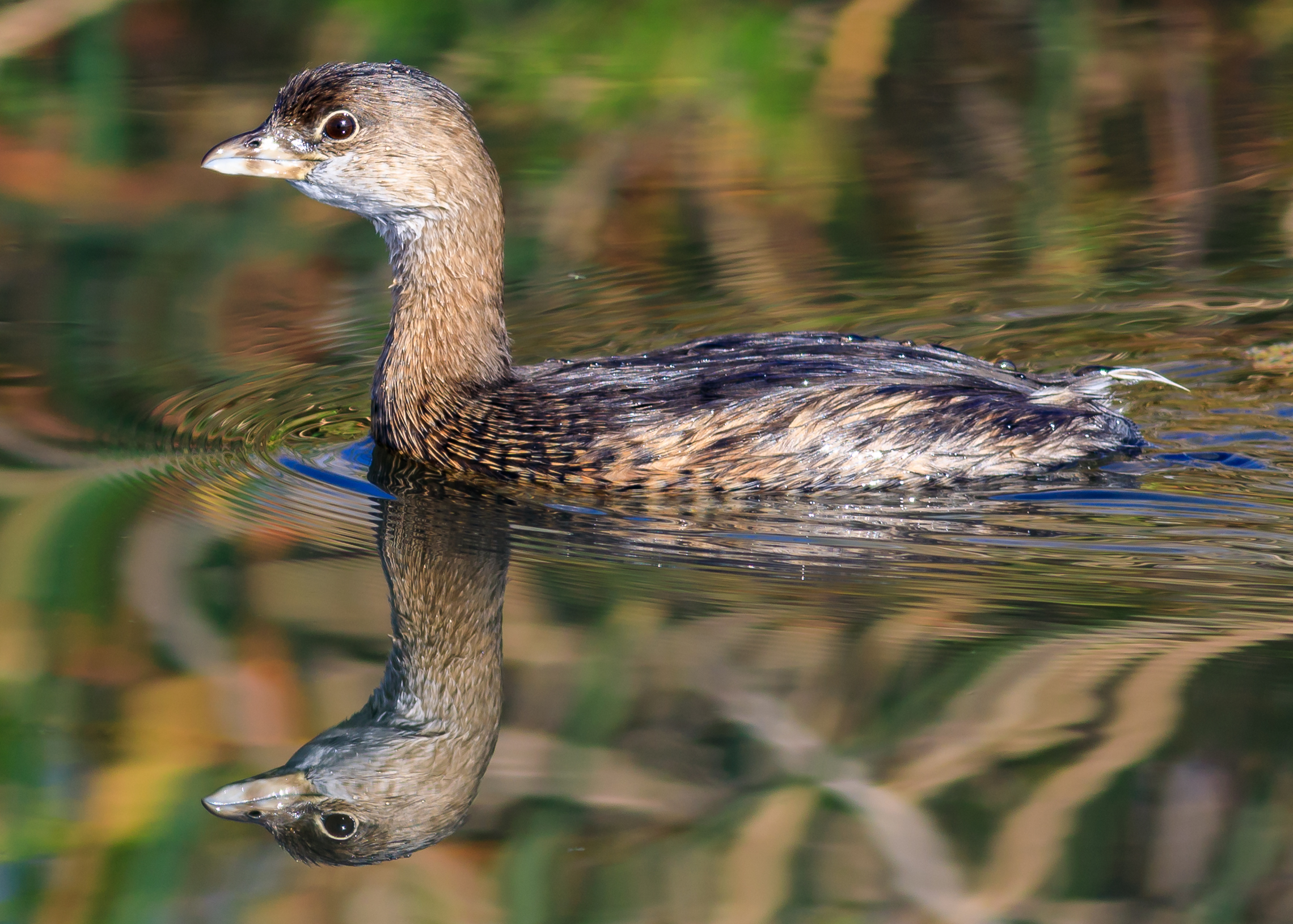
Außerhalb der Brutzeit verschwindet der Streifen auf dem Schnabel fast vollständig. P. p. podiceps im Sacramento National Wildlife Refuge im nördlichen Kalifornischen Längstal.

Der Bindentaucher (Podilymbus podiceps) ist eine Vogelart aus der Familie der Lappentaucher (Podicipedidae). Im Südwesten und Westen Europas tritt diese nearktisch verbreitete Art gelegentlich als Irrgast auf. In jüngster Zeit sind auch einige Beobachtungen aus Mitteleuropa bekannt.

## Merkmale
Der Bindentaucher erreicht ausgewachsen eine Körpergröße zwischen 31 und 38 Zentimeter und ein Gewicht von 250 bis 575 Gramm. Es handelt sich um einen kleinen, kräftigen Vogel mit einem braun-weißen Gefieder und einem kurzen, gebogenen Schnabel. Auffällig ist der senkrechte schwarze Streifen, der etwa auf der Mitte des Schnabels verläuft. Er hat außerdem einen schwarzen Kehlfleck.

## Vorkommen
Das Verbreitungsgebiet der Nominatform (P. p. podiceps (Linnaeus, 1758)) reicht vom Norden Kanadas über die gesamten USA und Mexiko bis in den Nordwesten Südamerikas. Eine weitere Unterart (P. p. antarcticus (Lesson, PA 1842)) lebt im Osten und Süden Südamerikas, und eine dritte (P. p. antillarum Bangs, 1913) auf den Inseln der Karibik. Selten verirren sich durch Stürme verschlagene Bindentaucher bis nach Europa. Der ausgestorbene Atitlántaucher war ein Verwandter.
Während der Brutzeit hält er sich auf stehenden Binnengewässern mit dichten Röhrichtgürteln auf. Die Populationen der südlichen USA sowie Mittel- und Südamerikas sind Standvögel; aus den nördlichen USA und Kanada ziehen Bindentaucher außerhalb der Brutzeit südwärts und überwintern vor allem in Mittelamerika. Auf dem Zug sammeln sich die Bindentaucher auf größeren Seen und in brackigen Flussmündungen.

## Lebensweise
Die Nahrung besteht aus kleinen Fischen, Krustentieren und Wasserinsekten.
Bei Gefahr taucht der Bindentaucher langsam unter und taucht im Schilf wieder auf.
Das Brutrevier wird aggressiv gegen Artgenossen und andere Wasservögel verteidigt. Der Paarzusammenhalt wird dadurch gestärkt, dass sie nach erfolgreichem Vertreiben eines Eindringlings eine Art Siegestanz aufführen. Dabei erhebt sich das Vogelpaar auf dem Wasser aufrecht auf, die beiden Vögel sehen sich an und drehen und wenden sich.
Der Bindentaucher brütet in einem gut versteckten, schwimmenden Nest aus abgestorbenen Marschpflanzen. Das Gelege besteht aus  fünf bis sieben weißlichen Eiern mit braunen Flecken.

## Etymologie und Forschungsgeschichte
Die Erstbeschreibung des Bindentauchers erfolgte 1758 durch Carl von Linné unter dem wissenschaftlichen Namen Colymbus Podiceps. Als Verbreitungsgebiet gab er Nordamerika an. 1831 führte René Primevère Lesson die Gattung Podilymbus ein. Der Begriff ist ein Kofferwort aus den Gattungen Podiceps Latham, 1787 und Colymbus Linnaeus, 1758. Der Artname podiceps hat seinen Ursprung in lateinisch podex, podicis, pes, pedis ‚Kloake, Annus, Fuß‘ bzw. πους, ποδος poys, podos für Fuß. Antarcticus bezieht sich auf die Antarktis, antillarum auf die Antillen. Alfred Laubmann sieht in seinem Werk Die Vögel aus Paraguay die Unterart P. p. antarcticus für das Land. Er betrachtete Belege in der Literatur für  Fortin Page am Río Pilcomayo und Waikthlatingmayalwa im Gran Chaco als gültig. Ebenso betrachtete er Macá del pico corvo von Félix de Azara als potentiellen Nachweis für das Land.

## Belege

### Einzelbelege
1. ↑  Hans-Günther Bauer, Einhard Bezzel, Wolfgang Fiedler (Hrsg.): Das Kompendium der Vögel Mitteleuropas: Alles über Biologie, Gefährdung und Schutz. Band 1: Nonpasseriformes – Nichtsperlingsvögel. Aula-Verlag Wiebelsheim, Wiesbaden 2005, ISBN 3-89104-647-2, S. 182.
2. 1 2  Carl von Linné (1758), S. 136
3. 1 2  Pierre Adolphe Lesson (1842), S. 209
4. 1 2  Outram Bangs(1913), S. 89
5. ↑  IOC World bird list Grebes, flamingos
6. ↑  René Primevère Lesson (1831), S. 595
7. ↑  Podilymbus The Key to Scientific Names Edited by James A. Jobling
8. ↑  Podiceps The Key to Scientific Names Edited by James A. Jobling
9. ↑  Félix de Azara (1805), S. 464–465
10. ↑  Alfred Laubmann (1939), S. 66